# Brani musicali degli Haken
Questa che segue è la lista dei brani musicali dei Haken, gruppo progressive metal britannico, realizzati tra il 2007 e il 2025.
| Souls                     | 2007 | Haken                            | Ross Jennings                                                                                   | Richard Henshall                                                                                  |                                                                                               |                                                                                               |                                                                                               |                                                                                               |                                                                                               |                                                                                               |                                                                                               |
| Snow                      | 2007 | Haken                            | Raymond Hearne, Richard Henshall                                                                | Richard Henshall                                                                                  |                                                                                               |                                                                                               |                                                                                               |                                                                                               |                                                                                               |                                                                                               |                                                                                               |
| Blind                     | 2008 | Enter the 5th Dimension          | Ross Jennings                                                                                   | Richard Henshall                                                                                  |                                                                                               |                                                                                               |                                                                                               |                                                                                               |                                                                                               |                                                                                               |                                                                                               |
| Black Seed                | 2008 | Enter the 5th Dimension          | Raymond Hearne                                                                                  | Richard Henshall                                                                                  |                                                                                               |                                                                                               |                                                                                               |                                                                                               |                                                                                               |                                                                                               |                                                                                               |
| Manifolds                 | 2008 | Enter the 5th Dimension          | strumentale                                                                                     | Richard Henshall                                                                                  |                                                                                               |                                                                                               |                                                                                               |                                                                                               |                                                                                               |                                                                                               |                                                                                               |
| Sleeping Thoughts Wake    | 2008 | Enter the 5th Dimension          | Ross Jennings                                                                                   | Richard Henshall                                                                                  |                                                                                               |                                                                                               |                                                                                               |                                                                                               |                                                                                               |                                                                                               |                                                                                               |
| The Point of No Return    | 2010 | Aquarius                         | Ross Jennings                                                                                   | Richard Henshall                                                                                  |                                                                                               |                                                                                               |                                                                                               |                                                                                               |                                                                                               |                                                                                               |                                                                                               |
| Streams                   | 2010 | Aquarius                         | Ross Jennings                                                                                   | Richard Henshall                                                                                  |                                                                                               |                                                                                               |                                                                                               |                                                                                               |                                                                                               |                                                                                               |                                                                                               |
| Aquarium                  | 2010 | Aquarius                         | Ross Jennings                                                                                   | Richard Henshall                                                                                  |                                                                                               |                                                                                               |                                                                                               |                                                                                               |                                                                                               |                                                                                               |                                                                                               |
| Eternal Rain              | 2010 | Aquarius                         | Ross Jennings                                                                                   | Richard Henshall                                                                                  |                                                                                               |                                                                                               |                                                                                               |                                                                                               |                                                                                               |                                                                                               |                                                                                               |
| Drowning in the Flood     | 2010 | Aquarius                         | Ross Jennings                                                                                   | Richard Henshall                                                                                  |                                                                                               |                                                                                               |                                                                                               |                                                                                               |                                                                                               |                                                                                               |                                                                                               |
| Sun                       | 2010 | Aquarius                         | Ross Jennings                                                                                   | Richard Henshall                                                                                  |                                                                                               |                                                                                               |                                                                                               |                                                                                               |                                                                                               |                                                                                               |                                                                                               |
| Celestial Elixir          | 2010 | Aquarius                         | Ross Jennings                                                                                   | Richard Henshall                                                                                  |                                                                                               |                                                                                               |                                                                                               |                                                                                               |                                                                                               |                                                                                               |                                                                                               |
| Premonition               | 2011 | Visions                          | strumentale                                                                                     | Richard Henshall, Thomas MacLean, Diego Tejeida                                                   |                                                                                               |                                                                                               |                                                                                               |                                                                                               |                                                                                               |                                                                                               |                                                                                               |
| Nocturnal Conspiracy      | 2011 | Visions                          | Ross Jennings                                                                                   | Richard Henshall                                                                                  |                                                                                               |                                                                                               |                                                                                               |                                                                                               |                                                                                               |                                                                                               |                                                                                               |
| Insomnia                  | 2011 | Visions                          | Ross Jennings                                                                                   | Charlie Griffiths, Raymond Hearne, Richard Henshall, Ross Jennings, Thomas MacLean, Diego Tejeida |                                                                                               |                                                                                               |                                                                                               |                                                                                               |                                                                                               |                                                                                               |                                                                                               |
| The Mind's Eye            | 2011 | Visions                          | Ross Jennings                                                                                   | Richard Henshall                                                                                  |                                                                                               |                                                                                               |                                                                                               |                                                                                               |                                                                                               |                                                                                               |                                                                                               |
| Portals                   | 2011 | Visions                          | strumentale                                                                                     | Richard Henshall                                                                                  |                                                                                               |                                                                                               |                                                                                               |                                                                                               |                                                                                               |                                                                                               |                                                                                               |
| Shapeshifter              | 2011 | Visions                          | Ross Jennings                                                                                   | Richard Henshall                                                                                  |                                                                                               |                                                                                               |                                                                                               |                                                                                               |                                                                                               |                                                                                               |                                                                                               |
| Deathless                 | 2011 | Visions                          | Ross Jennings                                                                                   | Richard Henshall                                                                                  |                                                                                               |                                                                                               |                                                                                               |                                                                                               |                                                                                               |                                                                                               |                                                                                               |
| Visions                   | 2011 | Visions                          | Ross Jennings                                                                                   | Richard Henshall                                                                                  |                                                                                               |                                                                                               |                                                                                               |                                                                                               |                                                                                               |                                                                                               |                                                                                               |
| The Path                  | 2013 | The Mountain                     | Raymond Hearne                                                                                  | Richard Henshall                                                                                  |                                                                                               |                                                                                               |                                                                                               |                                                                                               |                                                                                               |                                                                                               |                                                                                               |
| Atlas Stone               | 2013 | The Mountain                     | Charlie Griffiths, Raymond Hearne, Ross Jennings                                                | Richard Henshall                                                                                  |                                                                                               |                                                                                               |                                                                                               |                                                                                               |                                                                                               |                                                                                               |                                                                                               |
| Cockroach King            | 2013 | The Mountain                     | Richard Henshall                                                                                | Richard Henshall                                                                                  |                                                                                               |                                                                                               |                                                                                               |                                                                                               |                                                                                               |                                                                                               |                                                                                               |
| In Memoriam               | 2013 | The Mountain                     | Charlie Griffiths, Ross Jennings                                                                | Richard Henshall                                                                                  |                                                                                               |                                                                                               |                                                                                               |                                                                                               |                                                                                               |                                                                                               |                                                                                               |
| Because It's There        | 2013 | The Mountain                     | Raymond Hearne                                                                                  | Richard Henshall                                                                                  |                                                                                               |                                                                                               |                                                                                               |                                                                                               |                                                                                               |                                                                                               |                                                                                               |
| Falling Back to Earth     | 2013 | The Mountain                     | Charlie Griffiths                                                                               | Richard Henshall                                                                                  |                                                                                               |                                                                                               |                                                                                               |                                                                                               |                                                                                               |                                                                                               |                                                                                               |
| As Death Embraces         | 2013 | The Mountain                     | Diego Tejeida                                                                                   | Diego Tejeida                                                                                     |                                                                                               |                                                                                               |                                                                                               |                                                                                               |                                                                                               |                                                                                               |                                                                                               |
| Pareidolia                | 2013 | The Mountain                     | Diego Tejeida                                                                                   | Richard Henshall                                                                                  |                                                                                               |                                                                                               |                                                                                               |                                                                                               |                                                                                               |                                                                                               |                                                                                               |
| Somebody                  | 2013 | The Mountain                     | Thomas MacLean                                                                                  | Richard Henshall                                                                                  |                                                                                               |                                                                                               |                                                                                               |                                                                                               |                                                                                               |                                                                                               |                                                                                               |
| The Path Unbeaten         | 2013 | The Mountain                     | strumentale                                                                                     | Richard Henshall                                                                                  |                                                                                               |                                                                                               |                                                                                               |                                                                                               |                                                                                               |                                                                                               |                                                                                               |
| Nobody                    | 2013 | The Mountain                     | Thomas MacLean                                                                                  | Richard Henshall                                                                                  |                                                                                               |                                                                                               |                                                                                               |                                                                                               |                                                                                               |                                                                                               |                                                                                               |
| Darkest Light             | 2014 | Restoration                      | Ross Jennings                                                                                   | Conner Green, Charlie Griffiths, Raymond Hearne, Richard Henshall, Ross Jennings, Diego Tejeida   |                                                                                               |                                                                                               |                                                                                               |                                                                                               |                                                                                               |                                                                                               |                                                                                               |
| Earthlings                | 2014 | Restoration                      | Raymond Hearne                                                                                  | Conner Green, Charlie Griffiths, Raymond Hearne, Richard Henshall, Ross Jennings, Diego Tejeida   |                                                                                               |                                                                                               |                                                                                               |                                                                                               |                                                                                               |                                                                                               |                                                                                               |
| Crystallised              | 2014 | Restoration                      | Charlie Griffiths, Richard Henshall, Raymond Hearne                                             | Conner Green, Charlie Griffiths, Raymond Hearne, Richard Henshall, Ross Jennings, Diego Tejeida   |                                                                                               |                                                                                               |                                                                                               |                                                                                               |                                                                                               |                                                                                               |                                                                                               |
| affinity.exe              | 2016 | Affinity                         | strumentale                                                                                     | Conner Green, Charlie Griffiths, Raymond Hearne, Richard Henshall, Ross Jennings, Diego Tejeida   |                                                                                               |                                                                                               |                                                                                               |                                                                                               |                                                                                               |                                                                                               |                                                                                               |
| Initiate                  | 2016 | Affinity                         | Conner Green, Charlie Griffiths, Raymond Hearne, Richard Henshall, Ross Jennings, Diego Tejeida | Conner Green, Charlie Griffiths, Raymond Hearne, Richard Henshall, Ross Jennings, Diego Tejeida   |                                                                                               |                                                                                               |                                                                                               |                                                                                               |                                                                                               |                                                                                               |                                                                                               |
| 1985                      | 2016 | Affinity                         | Conner Green, Charlie Griffiths, Raymond Hearne, Richard Henshall, Ross Jennings, Diego Tejeida | Conner Green, Charlie Griffiths, Raymond Hearne, Richard Henshall, Ross Jennings, Diego Tejeida   |                                                                                               |                                                                                               |                                                                                               |                                                                                               |                                                                                               |                                                                                               |                                                                                               |
| Lapse                     | 2016 | Affinity                         | Conner Green, Charlie Griffiths, Raymond Hearne, Richard Henshall, Ross Jennings, Diego Tejeida | Conner Green, Charlie Griffiths, Raymond Hearne, Richard Henshall, Ross Jennings, Diego Tejeida   |                                                                                               |                                                                                               |                                                                                               |                                                                                               |                                                                                               |                                                                                               |                                                                                               |
| The Architect             | 2016 | Affinity                         | Conner Green, Charlie Griffiths, Raymond Hearne, Richard Henshall, Ross Jennings, Diego Tejeida | Conner Green, Charlie Griffiths, Raymond Hearne, Richard Henshall, Ross Jennings, Diego Tejeida   |                                                                                               |                                                                                               |                                                                                               |                                                                                               |                                                                                               |                                                                                               |                                                                                               |
| Earthrise                 | 2016 | Affinity                         | Conner Green, Charlie Griffiths, Raymond Hearne, Richard Henshall, Ross Jennings, Diego Tejeida | Conner Green, Charlie Griffiths, Raymond Hearne, Richard Henshall, Ross Jennings, Diego Tejeida   |                                                                                               |                                                                                               |                                                                                               |                                                                                               |                                                                                               |                                                                                               |                                                                                               |
| Red Giant                 | 2016 | Affinity                         | Conner Green, Charlie Griffiths, Raymond Hearne, Richard Henshall, Ross Jennings, Diego Tejeida | Conner Green, Charlie Griffiths, Raymond Hearne, Richard Henshall, Ross Jennings, Diego Tejeida   |                                                                                               |                                                                                               |                                                                                               |                                                                                               |                                                                                               |                                                                                               |                                                                                               |
| The Endless Knot          | 2016 | Affinity                         | Conner Green, Charlie Griffiths, Raymond Hearne, Richard Henshall, Ross Jennings, Diego Tejeida | Conner Green, Charlie Griffiths, Raymond Hearne, Richard Henshall, Ross Jennings, Diego Tejeida   |                                                                                               |                                                                                               |                                                                                               |                                                                                               |                                                                                               |                                                                                               |                                                                                               |
| Bound by Gravity          | 2016 | Affinity                         | Conner Green, Charlie Griffiths, Raymond Hearne, Richard Henshall, Ross Jennings, Diego Tejeida | Conner Green, Charlie Griffiths, Raymond Hearne, Richard Henshall, Ross Jennings, Diego Tejeida   |                                                                                               |                                                                                               |                                                                                               |                                                                                               |                                                                                               |                                                                                               |                                                                                               |
| Clear                     | 2018 | Vector                           | strumentale                                                                                     | Conner Green, Charlie Griffiths, Raymond Hearne, Richard Henshall, Ross Jennings, Diego Tejeida   |                                                                                               |                                                                                               |                                                                                               |                                                                                               |                                                                                               |                                                                                               |                                                                                               |
| The Good Doctor           | 2018 | Vector                           | Conner Green, Charlie Griffiths, Raymond Hearne, Richard Henshall, Ross Jennings, Diego Tejeida | Conner Green, Charlie Griffiths, Raymond Hearne, Richard Henshall, Ross Jennings, Diego Tejeida   |                                                                                               |                                                                                               |                                                                                               |                                                                                               |                                                                                               |                                                                                               |                                                                                               |
| Puzzle Box                | 2018 | Vector                           | Conner Green, Charlie Griffiths, Raymond Hearne, Richard Henshall, Ross Jennings, Diego Tejeida | Conner Green, Charlie Griffiths, Raymond Hearne, Richard Henshall, Ross Jennings, Diego Tejeida   |                                                                                               |                                                                                               |                                                                                               |                                                                                               |                                                                                               |                                                                                               |                                                                                               |
| Veil                      | 2018 | Vector                           | Conner Green, Charlie Griffiths, Raymond Hearne, Richard Henshall, Ross Jennings, Diego Tejeida | Conner Green, Charlie Griffiths, Raymond Hearne, Richard Henshall, Ross Jennings, Diego Tejeida   |                                                                                               |                                                                                               |                                                                                               |                                                                                               |                                                                                               |                                                                                               |                                                                                               |
| Nil by Mouth              | 2018 | Vector                           | strumentale                                                                                     | Conner Green, Charlie Griffiths, Raymond Hearne, Richard Henshall, Ross Jennings, Diego Tejeida   |                                                                                               |                                                                                               |                                                                                               |                                                                                               |                                                                                               |                                                                                               |                                                                                               |
| Host                      | 2018 | Vector                           | Conner Green, Charlie Griffiths, Raymond Hearne, Richard Henshall, Ross Jennings, Diego Tejeida | Conner Green, Charlie Griffiths, Raymond Hearne, Richard Henshall, Ross Jennings, Diego Tejeida   |                                                                                               |                                                                                               |                                                                                               |                                                                                               |                                                                                               |                                                                                               |                                                                                               |
| A Cell Divides            | 2018 | Vector                           | Conner Green, Charlie Griffiths, Raymond Hearne, Richard Henshall, Ross Jennings, Diego Tejeida | Conner Green, Charlie Griffiths, Raymond Hearne, Richard Henshall, Ross Jennings, Diego Tejeida   |                                                                                               |                                                                                               |                                                                                               |                                                                                               |                                                                                               |                                                                                               |                                                                                               |
| Prosthetic                | 2020 | Virus                            | Conner Green, Charlie Griffiths, Raymond Hearne, Richard Henshall, Ross Jennings, Diego Tejeida | Conner Green, Charlie Griffiths, Raymond Hearne, Richard Henshall, Ross Jennings, Diego Tejeida   |                                                                                               |                                                                                               |                                                                                               |                                                                                               |                                                                                               |                                                                                               |                                                                                               |
| Invasion                  | 2020 | Virus                            | Conner Green, Charlie Griffiths, Raymond Hearne, Richard Henshall, Ross Jennings, Diego Tejeida | Conner Green, Charlie Griffiths, Raymond Hearne, Richard Henshall, Ross Jennings, Diego Tejeida   |                                                                                               |                                                                                               |                                                                                               |                                                                                               |                                                                                               |                                                                                               |                                                                                               |
| Carousel                  | 2020 | Virus                            | Conner Green, Charlie Griffiths, Raymond Hearne, Richard Henshall, Ross Jennings, Diego Tejeida | Conner Green, Charlie Griffiths, Raymond Hearne, Richard Henshall, Ross Jennings, Diego Tejeida   |                                                                                               |                                                                                               |                                                                                               |                                                                                               |                                                                                               |                                                                                               |                                                                                               |
| The Strain                | 2020 | Virus                            | Conner Green, Charlie Griffiths, Raymond Hearne, Richard Henshall, Ross Jennings, Diego Tejeida | Conner Green, Charlie Griffiths, Raymond Hearne, Richard Henshall, Ross Jennings, Diego Tejeida   |                                                                                               |                                                                                               |                                                                                               |                                                                                               |                                                                                               |                                                                                               |                                                                                               |
| Canary Yellow             | 2020 | Virus                            | Conner Green, Charlie Griffiths, Raymond Hearne, Richard Henshall, Ross Jennings, Diego Tejeida | Conner Green, Charlie Griffiths, Raymond Hearne, Richard Henshall, Ross Jennings, Diego Tejeida   |                                                                                               |                                                                                               |                                                                                               |                                                                                               |                                                                                               |                                                                                               |                                                                                               |
| Messiah Complex           | 2020 | Virus                            | Conner Green, Charlie Griffiths, Raymond Hearne, Richard Henshall, Ross Jennings, Diego Tejeida | Conner Green, Charlie Griffiths, Raymond Hearne, Richard Henshall, Ross Jennings, Diego Tejeida   |                                                                                               |                                                                                               |                                                                                               |                                                                                               |                                                                                               |                                                                                               |                                                                                               |
| Only Stars                | 2020 | Virus                            | Conner Green, Charlie Griffiths, Raymond Hearne, Richard Henshall, Ross Jennings, Diego Tejeida | Conner Green, Charlie Griffiths, Raymond Hearne, Richard Henshall, Ross Jennings, Diego Tejeida   |                                                                                               |                                                                                               |                                                                                               |                                                                                               |                                                                                               |                                                                                               |                                                                                               |
| Taurus                    | 2023 | Fauna                            | Conner Green, Charlie Griffiths, Raymond Hearne, Richard Henshall, Ross Jennings, Peter Jones   | Conner Green, Charlie Griffiths, Raymond Hearne, Richard Henshall, Ross Jennings, Peter Jones     | Conner Green, Charlie Griffiths, Raymond Hearne, Richard Henshall, Ross Jennings, Peter Jones | Conner Green, Charlie Griffiths, Raymond Hearne, Richard Henshall, Ross Jennings, Peter Jones | Conner Green, Charlie Griffiths, Raymond Hearne, Richard Henshall, Ross Jennings, Peter Jones | Conner Green, Charlie Griffiths, Raymond Hearne, Richard Henshall, Ross Jennings, Peter Jones | Conner Green, Charlie Griffiths, Raymond Hearne, Richard Henshall, Ross Jennings, Peter Jones | Conner Green, Charlie Griffiths, Raymond Hearne, Richard Henshall, Ross Jennings, Peter Jones | Conner Green, Charlie Griffiths, Raymond Hearne, Richard Henshall, Ross Jennings, Peter Jones |
| Nightingale               | 2023 | Fauna                            | Conner Green, Charlie Griffiths, Raymond Hearne, Richard Henshall, Ross Jennings, Peter Jones   | Conner Green, Charlie Griffiths, Raymond Hearne, Richard Henshall, Ross Jennings, Peter Jones     | Conner Green, Charlie Griffiths, Raymond Hearne, Richard Henshall, Ross Jennings, Peter Jones | Conner Green, Charlie Griffiths, Raymond Hearne, Richard Henshall, Ross Jennings, Peter Jones | Conner Green, Charlie Griffiths, Raymond Hearne, Richard Henshall, Ross Jennings, Peter Jones | Conner Green, Charlie Griffiths, Raymond Hearne, Richard Henshall, Ross Jennings, Peter Jones | Conner Green, Charlie Griffiths, Raymond Hearne, Richard Henshall, Ross Jennings, Peter Jones | Conner Green, Charlie Griffiths, Raymond Hearne, Richard Henshall, Ross Jennings, Peter Jones | Conner Green, Charlie Griffiths, Raymond Hearne, Richard Henshall, Ross Jennings, Peter Jones |
| The Alphabet of Me        | 2023 | Fauna                            | Conner Green, Charlie Griffiths, Raymond Hearne, Richard Henshall, Ross Jennings, Peter Jones   | Conner Green, Charlie Griffiths, Raymond Hearne, Richard Henshall, Ross Jennings, Peter Jones     | Conner Green, Charlie Griffiths, Raymond Hearne, Richard Henshall, Ross Jennings, Peter Jones | Conner Green, Charlie Griffiths, Raymond Hearne, Richard Henshall, Ross Jennings, Peter Jones | Conner Green, Charlie Griffiths, Raymond Hearne, Richard Henshall, Ross Jennings, Peter Jones | Conner Green, Charlie Griffiths, Raymond Hearne, Richard Henshall, Ross Jennings, Peter Jones | Conner Green, Charlie Griffiths, Raymond Hearne, Richard Henshall, Ross Jennings, Peter Jones | Conner Green, Charlie Griffiths, Raymond Hearne, Richard Henshall, Ross Jennings, Peter Jones | Conner Green, Charlie Griffiths, Raymond Hearne, Richard Henshall, Ross Jennings, Peter Jones |
| Sempiternal Beings        | 2023 | Fauna                            | Conner Green, Charlie Griffiths, Raymond Hearne, Richard Henshall, Ross Jennings, Peter Jones   | Conner Green, Charlie Griffiths, Raymond Hearne, Richard Henshall, Ross Jennings, Peter Jones     | Conner Green, Charlie Griffiths, Raymond Hearne, Richard Henshall, Ross Jennings, Peter Jones | Conner Green, Charlie Griffiths, Raymond Hearne, Richard Henshall, Ross Jennings, Peter Jones | Conner Green, Charlie Griffiths, Raymond Hearne, Richard Henshall, Ross Jennings, Peter Jones | Conner Green, Charlie Griffiths, Raymond Hearne, Richard Henshall, Ross Jennings, Peter Jones | Conner Green, Charlie Griffiths, Raymond Hearne, Richard Henshall, Ross Jennings, Peter Jones | Conner Green, Charlie Griffiths, Raymond Hearne, Richard Henshall, Ross Jennings, Peter Jones | Conner Green, Charlie Griffiths, Raymond Hearne, Richard Henshall, Ross Jennings, Peter Jones |
| Beneath the White Rainbow | 2023 | Fauna                            | Conner Green, Charlie Griffiths, Raymond Hearne, Richard Henshall, Ross Jennings, Peter Jones   | Conner Green, Charlie Griffiths, Raymond Hearne, Richard Henshall, Ross Jennings, Peter Jones     | Conner Green, Charlie Griffiths, Raymond Hearne, Richard Henshall, Ross Jennings, Peter Jones | Conner Green, Charlie Griffiths, Raymond Hearne, Richard Henshall, Ross Jennings, Peter Jones | Conner Green, Charlie Griffiths, Raymond Hearne, Richard Henshall, Ross Jennings, Peter Jones | Conner Green, Charlie Griffiths, Raymond Hearne, Richard Henshall, Ross Jennings, Peter Jones | Conner Green, Charlie Griffiths, Raymond Hearne, Richard Henshall, Ross Jennings, Peter Jones | Conner Green, Charlie Griffiths, Raymond Hearne, Richard Henshall, Ross Jennings, Peter Jones | Conner Green, Charlie Griffiths, Raymond Hearne, Richard Henshall, Ross Jennings, Peter Jones |
| Island in the Clouds      | 2023 | Fauna                            | Conner Green, Charlie Griffiths, Raymond Hearne, Richard Henshall, Ross Jennings, Peter Jones   | Conner Green, Charlie Griffiths, Raymond Hearne, Richard Henshall, Ross Jennings, Peter Jones     | Conner Green, Charlie Griffiths, Raymond Hearne, Richard Henshall, Ross Jennings, Peter Jones | Conner Green, Charlie Griffiths, Raymond Hearne, Richard Henshall, Ross Jennings, Peter Jones | Conner Green, Charlie Griffiths, Raymond Hearne, Richard Henshall, Ross Jennings, Peter Jones | Conner Green, Charlie Griffiths, Raymond Hearne, Richard Henshall, Ross Jennings, Peter Jones | Conner Green, Charlie Griffiths, Raymond Hearne, Richard Henshall, Ross Jennings, Peter Jones | Conner Green, Charlie Griffiths, Raymond Hearne, Richard Henshall, Ross Jennings, Peter Jones | Conner Green, Charlie Griffiths, Raymond Hearne, Richard Henshall, Ross Jennings, Peter Jones |
| Lovebite                  | 2023 | Fauna                            | Conner Green, Charlie Griffiths, Raymond Hearne, Richard Henshall, Ross Jennings, Peter Jones   | Conner Green, Charlie Griffiths, Raymond Hearne, Richard Henshall, Ross Jennings, Peter Jones     | Conner Green, Charlie Griffiths, Raymond Hearne, Richard Henshall, Ross Jennings, Peter Jones | Conner Green, Charlie Griffiths, Raymond Hearne, Richard Henshall, Ross Jennings, Peter Jones | Conner Green, Charlie Griffiths, Raymond Hearne, Richard Henshall, Ross Jennings, Peter Jones | Conner Green, Charlie Griffiths, Raymond Hearne, Richard Henshall, Ross Jennings, Peter Jones | Conner Green, Charlie Griffiths, Raymond Hearne, Richard Henshall, Ross Jennings, Peter Jones | Conner Green, Charlie Griffiths, Raymond Hearne, Richard Henshall, Ross Jennings, Peter Jones | Conner Green, Charlie Griffiths, Raymond Hearne, Richard Henshall, Ross Jennings, Peter Jones |
| Elephants Never Forget    | 2023 | Fauna                            | Conner Green, Charlie Griffiths, Raymond Hearne, Richard Henshall, Ross Jennings, Peter Jones   | Conner Green, Charlie Griffiths, Raymond Hearne, Richard Henshall, Ross Jennings, Peter Jones     | Conner Green, Charlie Griffiths, Raymond Hearne, Richard Henshall, Ross Jennings, Peter Jones | Conner Green, Charlie Griffiths, Raymond Hearne, Richard Henshall, Ross Jennings, Peter Jones | Conner Green, Charlie Griffiths, Raymond Hearne, Richard Henshall, Ross Jennings, Peter Jones | Conner Green, Charlie Griffiths, Raymond Hearne, Richard Henshall, Ross Jennings, Peter Jones | Conner Green, Charlie Griffiths, Raymond Hearne, Richard Henshall, Ross Jennings, Peter Jones | Conner Green, Charlie Griffiths, Raymond Hearne, Richard Henshall, Ross Jennings, Peter Jones | Conner Green, Charlie Griffiths, Raymond Hearne, Richard Henshall, Ross Jennings, Peter Jones |
| Eyes of Ebony             | 2023 | Fauna                            | Conner Green, Charlie Griffiths, Raymond Hearne, Richard Henshall, Ross Jennings, Peter Jones   | Conner Green, Charlie Griffiths, Raymond Hearne, Richard Henshall, Ross Jennings, Peter Jones     | Conner Green, Charlie Griffiths, Raymond Hearne, Richard Henshall, Ross Jennings, Peter Jones | Conner Green, Charlie Griffiths, Raymond Hearne, Richard Henshall, Ross Jennings, Peter Jones | Conner Green, Charlie Griffiths, Raymond Hearne, Richard Henshall, Ross Jennings, Peter Jones | Conner Green, Charlie Griffiths, Raymond Hearne, Richard Henshall, Ross Jennings, Peter Jones | Conner Green, Charlie Griffiths, Raymond Hearne, Richard Henshall, Ross Jennings, Peter Jones | Conner Green, Charlie Griffiths, Raymond Hearne, Richard Henshall, Ross Jennings, Peter Jones | Conner Green, Charlie Griffiths, Raymond Hearne, Richard Henshall, Ross Jennings, Peter Jones |
| The Last Lullaby          | 2023 | Fauna                            | strumentale                                                                                     | Peter Jones                                                                                       |                                                                                               |                                                                                               |                                                                                               |                                                                                               |                                                                                               |                                                                                               |                                                                                               |
| Strainwreck               | 2025 | Liveforms: An Evening with Haken | strumentale                                                                                     | Raymond Hearne, Peter Jones                                                                       |                                                                                               |                                                                                               |                                                                                               |                                                                                               |                                                                                               |                                                                                               |                                                                                               |